# مونرو نورت (واشینگتن)
مونرو نورت (به انگلیسی: Monroe North) یک منطقهٔ مسکونی در ایالات متحده آمریکا است که در واشینگتن واقع شده‌است. مونرو نورت ۱٬۶۶۶ نفر جمعیت دارد.